# Триселенид диэрбия
Триселенид диэрбия — бинарное неорганическое соединение 
эрбия и селена
с формулой Er2Se3,
кристаллы.

## Получение
- Сплавление стехиометрических количеств чистых веществ:

{\displaystyle {\mathsf {2Er+3Se\ {\xrightarrow {1430^{o}C}}\ Er_{2}Se_{3}}}}

## Физические свойства
Триселенид диэрбия образует кристаллы 
кубической сингонии, пространственная группа I 43d, параметры ячейки a = 0,8581 нм, Z = 6,
структура типа тетрафосфида тритория Th3P4
.
При длительном (6 суток) отжиге при температуре 600-800°C получены кристаллы
ромбической сингонии, пространственная группа F ddd, параметры ячейки a = 1,1357 нм, b = 0,8093 нм, c = 2,4186 нм, Z = 16,
структура типа трисульфида дискандия Sc2S3.
Соединение образуется по перитектической реакции при температуре 1430°C .
Соединения Er3Se4 и Er2Se3 образуют непрерывный ряд твёрдых растворов.
Твердые растворы Er3Se4 — Er2Se3 являются широкозонными полупроводниками .